# Piemonte Open 2024
Il Piemonte Open 2024 è stato un torneo maschile di tennis professionistico. È stata la 3ª edizione del torneo, facente parte della categoria Challenger 175 nell'ambito dell'ATP Challenger Tour 2024, con un montepremi di 205 000 €. Si è giocato dal 14 al 19 maggio 2024 sui campi in terra rossa del Circolo della Stampa - Sporting di Torino, in Italia.

## Partecipanti

### Teste di serie
| Nazionalità | Giocatore           | Ranking* | Testa di serie |
| ----------- | ------------------- | -------- | -------------- |
| Italia      | Lorenzo Musetti     | 29       | 1              |
| Argentina   | Mariano Navone      | 31       | 2              |
| Italia      | Matteo Arnaldi      | 37       | 3              |
| Italia      | Lorenzo Sonego      | 47       | 4              |
| Italia      | Luciano Darderi     | 54       | 5              |
| Italia      | Flavio Cobolli      | 57       | 6              |
| Germania    | Yannick Hanfmann    | 59       | 7              |
| Brasile     | Thiago Seyboth Wild | 61       | 8              |

* Ranking al 6 maggio 2024.

### Altri partecipanti
I seguenti giocatori hanno ricevuto una wild card per il tabellone principale:
- Matteo Arnaldi
- Luciano Darderi
- Francesco Passaro

I seguenti giocatori sono entrati in tabellone come alternate:
- Jurij Rodionov
- Thiago Agustín Tirante
- Camilo Ugo Carabelli
- Juan Pablo Varillas
- Jeffrey John Wolf

I seguenti giocatori sono passati dalle qualificazioni:
- Felipe Meligeni Alves
- Francesco Maestrelli
- Marc-Andrea Hüsler
- Mattia Bellucci

Il seguente giocatore è entrato in tabellone come lucky loser:
- Giulio Zeppieri

## Punti e montepremi
| Torneo    | Torneo              | V      | F      | SF    | QF    | 2T    | 1T    | Q | Q2  | Q1  |
| Singolare | Punti               | 175    | 90     | 50    | 25    | 13    | 0     | 6 | 3   | 0   |
| Singolare | Premi in denaro (€) | 27,155 | 16,000 | 9,450 | 5,500 | 3,240 | 1,950 | – | 980 | 490 |
| Doppio    | Punti               | 175    | 90     | 50    | 25    | –     | 0     | – | –   | –   |
| Doppio    | Premi in denaro (€) | 11,680 | 6,775  | 4,065 | 2,410 | –     | 1,355 | – | –   | –   |

## Campioni

### Singolare
Francesco Passaro ha sconfitto in finale  Lorenzo Musetti con il punteggio di 6–3, 7–5.

### Doppio
Harri Heliövaara /  Henry Patten hanno sconfitto in finale  Andreas Mies /  Neal Skupski con il punteggio di 6–3, 6–3.